# Elad Shahaf
Elad Shahaf (in ebraico אלעד שחף‎?; 13 gennaio 1998) è un calciatore israeliano, centrocampista del Bnei Sakhnin.

## Carriera
Il 10 luglio 2022 viene acquistato a titolo definitivo dalla società rumena del Botoșani.

## Statistiche

### Presenze e reti nei club
Statistiche aggiornate al 18 luglio 2022.
| Stagione        | Squadra            | Campionato      | Campionato | Campionato | Coppe nazionali | Coppe nazionali | Coppe nazionali | Coppe continentali | Coppe continentali | Coppe continentali | Altre coppe | Altre coppe | Altre coppe | Totale | Totale |
| Stagione        | Squadra            | Comp            | Pres       | Reti       | Comp            | Pres            | Reti            | Comp               | Pres               | Reti               | Comp        | Pres        | Reti        | Pres   | Reti   |
| --------------- | ------------------ | --------------- | ---------- | ---------- | --------------- | --------------- | --------------- | ------------------ | ------------------ | ------------------ | ----------- | ----------- | ----------- | ------ | ------ |
| 2016-2017       | Maccabi Natanya    | LL              | 1          | 0          | CI              | -               | -               |                    | -                  | -                  |             | -           | -           | 1      | 0      |
| 2017-2018       | Maccabi Natanya    | LhA             | 0+2        | 0          | CI+TC           | -               | -               |                    | -                  | -                  |             | -           | -           | 2      | 0      |
| 2018-2019       | Maccabi Natanya    | LhA             | 0+2        | 0          | CI+TC           | 0               | 0               |                    | -                  | -                  |             | -           | -           | 2      | 0      |
| 2019-2020       | Sektzia Ness Ziona | LhA             | 23+6       | 0          | CI+TC           | 1+1             | 0               |                    | -                  | -                  |             | -           | -           | 31     | 2      |
| 2020-2021       | Maccabi Natanya    | LhA             | 13+4       | 1+0        | CI+TC           | 2+2             | 0               |                    | -                  | -                  |             | -           | -           | 21     | 1      |
| 2021-feb. 2022  | Hapoel Nof HaGalil | LhA             | 19         | 1          | CI+TC           | 1+1             | 0               |                    | -                  | -                  |             | -           | -           | 21     | 1      |
| feb.-giu. 2022  | Kafr Qasim         | LL              | 13         | 1          | CI              | -               | -               |                    | -                  | -                  |             | -           | -           | 13     | 1      |
| 2022-2023       | Botoșani           | L1              | 1          | 0          | CR              | 0               | 0               |                    | -                  | -                  |             | -           | -           | 1      | 0      |
| Totale carriera | Totale carriera    | Totale carriera | 84         | 5          |                 | 8               | 0               |                    | -                  | -                  |             | -           | -           | 92     | 5      |

## Palmarès

### Club

#### Competizioni nazionali
- Liga Leumit: 1

Maccabi Netanya: 2016-2017